# アクリントン・スタンリーFC
アクリントン・スタンリー・フットボール・クラブ（Accrington Stanley Football Club）は、イングランド、ランカシャー州アクリントンを本拠地とするサッカークラブである。2023-24シーズンはリーグ2（4部相当）に所属。

## 歴史
1891/92―1965/66
元々存在していたアクリントン・スタンリーF.C.は1891年に創設され、1921/22シーズンから1961/62シーズンにかけてクラブは改編前のフットボールリーグで活動していた。しかし1961/62に経営難による破産でリーグに留まることができず脱退、下部のランカシャーコンビネーションにて4シーズンを過ごした後、1965/66シーズンを最後に解散した。
1968/69―2005/06
アクリントンにはサッカークラブが2年間存在していなかった。しかし1968年のボールドストリートワーキングメンズクラブでの会議で復活させる事が決定した。1970年8月に現在のアクリントン・スタンリーF.C.が再設立され、新しくクラウン・グラウンドをホームに活動が再開し、1970/71シーズンにランカシャーコンビネーションへ復帰を果たした。クラブはその後1977/78シーズンまで参加し、優勝と準優勝を2度ずつ成し遂げている。
1978/79シーズンに、新しく創設されたチェシャーカウンティリーグ・ディビジョン2へ移籍。1980/81シーズンに優勝を果たしてディビジョン1に昇格した。1981/82シーズンを13位で終えると、チェシャーカウンティリーグはランカシャーコンビネーションと合併する事となり、新たに誕生したノースウェストカウンティズリーグのディビジョン1に参加した。
5シーズンに渡りノースウェストカウンティズリーグ・ディビジョン1で活動した。浮き沈みはあったものの最後のシーズンは2位で終えた。
新設されたノーザンプレミアリーグのディビジョン1に移籍し、4シーズンで1部に昇格。1991/92シーズンからプレミアディビジョンで活動し、クラブは上々な活躍を見せた。地元の実業家であるエリック・ウォーリーが、1995年にクラブのオーナーに就任し、クラウン・グラウンドの改築を開始した。その後1998/99シーズンにクラブは最下位で降格、ウォーリーはジョン・コールマンを監督に任命した。翌年の1999/00シーズンに2部で優勝。1年で復帰を果たし、2002/03シーズンに圧倒的な強さでリーグを制覇、クラブ史上初のフットボールカンファレンスへ昇格した。この成功の要因には、2001年12月に元スタンリーのスター選手であったブレット・オーメロッドがブラックプールF.C.から100万ポンドでサウサンプトンF.C.へ移籍する際に、兼ねてよりスタンリーとブラックプールの間に契約されていた条項が発動され、計らずにも数十万ポンドを手にした事にある。（1997年、スタンリーはブラックプールから5万ポンドを受け取り、さらにブラックプールがもしもオーメロッドを別のチームに移籍させた場合には、受け取る移籍金の4分の1をスタンリーに支払うとする契約を結んでいた。）
リーグ最初の試合は、運命的にもシーズン途中で破産し降格した過去のスタンリー同様の経歴をもつ、オールダーショット・タウンF.C.だった。2003年8月10日日曜日に行われたこの試合は、スカイスポーツより生放送で中継され惜しくも2-1で敗れた。このシーズンは成功し、クラブは10位でシーズンを終え、20得点したスタンリーのレジェンドであるポール・マリンも得点ランキング6位になった。この年で最も印象に残った試合は、FAカップ3回戦の2部格上のリーグ1に所属するコルチェスター・ユナイテッドF.C.戦で、再試合の末に敗退した。
2004/05シーズンにフットボールカンファレンスは２部構成に改編され、リーグ名称もカンファレンスナショナルに改称された。スタンレーはこの年に上部リーグに加入し、同時にプロへ転向した。2004-05シーズンでスタンリーは再び10位を達成し、ポール・マリンが得点ランキング3位になり、彼のリーグ通算得点に20を追加した。翌シーズンの2005/06、クラブは10月から3月までの19試合で無敗を記録。91ポイントでフィニッシュし、2位のヘレフォード・ユナイテッドF.C.に11ポイント差を付けて優勝は果たした。ポール・マリン、ロブ・エリオット、ゲイリー・ロバーツらの活躍により、46年ぶりにクラブをフットボールリーグに復帰させた。
2006/07―2014/15
2006年8月5日に行われたフットボールリーグ2での復帰初戦は、現在は解散したクラブのチェスター・シティF.C.との試合であり2-0で敗れた。クラブはこの4部での最初のシーズンは残留争いに巻き込まれた。シーズンの最後の9試合で5勝をしたことが20位のフィニッシュにつながり、フットボールリーグ復帰最初のシーズンで、クラブを降格から救うのに十分な勝ち点を得ることができた。この年最も印象に残る試合には、クラブ初の挑戦だったフットボールリーグカップでの元チャンピオンズカップ覇者ノッティンガムフォレストF.C.戦が含まれる。試合は1-0で勝利して2回戦に進出、クラブは当時プレミアリーグに所属するワトフォードF.C.に対し、 0-0の引き分けPKに縺れ込み6-5で敗れた。クラブはまた、リーグクラブとして初めてフットボールリーグトロフィーに参加し(前の2シーズンにカンファレンスリーグから参加した12クラブの内の1つとしてプレーし、2004年9月にブラッドフォード・シティA.F.C.を倒している)、1回戦でカーライル・ユナイテッドF.C.を、2回戦ではブラックプールF.C.を破った後、地区準々決勝に進出したがドンカスター・ローヴァーズF.C.に敗れ去った。
2007/08シーズンも前年と同様、クラブはチェスターシティF.C.やレクサムF.C.またマンスフィールド・タウンF.C.などのクラブと残留争いをした。最後の12試合での5勝は、17位フィニッシュで来シーズンへ望みを繋げるのに最高の勝ち点確保だった。一方FAカップとリーグカップの試合には勝てず、それぞれハダースフィールド・タウンA.F.C.とレスターシティF.C.に敗れた。
2008/09シーズンはパフォーマンスが改善され、クラブは16位でシーズンを終えることができた。最後の12試合中6試合勝利できたことで残留が決まった。将来有望のボビー・グラントが怪我から復帰を果たしこともこの結果に大きく関わった。だがクラブは国内カップではまたしても初戦を乗り越えることができず、リーグカップではウルヴァーハンプトン・ワンダラーズF.C.に、フットボールリーグトロフィーとFAカップ（再試合の後ではあるが）の両方をトレンメア・ローヴァーズF.C.に負けて敗退している。
2009/10シーズンはこれまでよりもはるかに上手く進んだ。年の変わり目にはプレーオフを見据えるところまで来ていた。リーグ戦10試合で9勝はプレーオフを行える好機だったが、この好調は3月から4月にかけて衰退していった。その年、マイケル・サイムズとボビー・グラントの契約はクラブにとって重要な側面を持っていた。シーズン中に彼らは好成績を残したことで、より大きなクラブへ移籍するきっかけとなった。クラブはカップ戦でのパフォーマンスは素晴らしく、惜しくもリーグカップの2回戦ではクイーンズ・パーク・レンジャーズF.C.には2-1で敗れ、フットボールリーグトロフィーの準々決勝ではリーズ・ユナイテッドF.C.に2-0で敗れ、FAカップの4回戦ではプレミアリーグ所属のフラムF.C.に3-1で敗れた。
2010/11シーズンは後半戦の2月から5月までの19試合でわずか1敗という好成績を記録し、プレーオフ準決勝でリーグ2新加入のスティヴネイジF.C.に敗れ惜しくも昇格を逃した。しかし当時クラブ史上最高順位の5位でシーズンを終えたことはクラブにとって最も成功した偉業の1つとなった。この年はジミー・ライアンを始め、ゴールキーパーのアレックス・シサックやミッドフィールダーのショーン・マッコンビルなど、クラブにとって多くのスター選手が誕生した。国内カップでは、リーグカップの第2回戦に進出でプレミアリーグのニューカッスル・ユナイテッドF.C.に3-2で敗れた。また、フットボールリーグトロフィーの1回戦ではトレンメア・ローヴァーズF.C.に勝利したものの、レイ・プッテリルの審判に対する不適切行為によりスタンレーは2回戦進出を辞退。代わりにトレンメア・ローヴァーズF.C.が進出した。FAカップは2回戦に進出を果たすも同リーグに所属するポート・ヴェイルF.C.に敗れた。
2011/12シーズンはクラブにとって移行のシーズンとなった。作シーズンにプレーオフへの切符を6つも失ったスタンリーには、モチベーションとして厳しいシーズンのスタートを切る事となった。それに続いて10月のブライアン・ヒューズの獲得はクラブの運命を変える事となった。クリスマス期間中の7試合で6勝、クラブは簡単にプレーオフに進んだ。しかし2012年1月の移籍市場でクラブのキャプテンであるアンドリュー・プロクターがプレストン・ノースエンドF.C.に売却、クラブの監督であるジョン・コールマンとアシスタントコーチのジミー・ベルの両名もロッチデールA.F.C.へ去って行った。バーンリーF.C.で活躍し、後にスタンリーにも在籍したレジェンドのポール・クックを、クラブはスライゴ・ローヴァーズF.C.から引き抜き、また暫定監督だったリーム・リチャードソンをアシスタントコーチに昇格させた。後半17試合でたったの3勝しかできずにシーズンを終えたクラブだったが、14位と堅実な順位を取ることができた。国内カップに関しては、スタンリーは1回戦でリーグカップとFAカップの両方を終了、それぞれスカンソープ・ユナイテッドF.C.とノッツ・カウンティF.C.に敗れた。フットボールリーグトロフィーは、前回優勝チームのカーライル・ユナイテッドF.C.を倒して、2回戦に進出したが、再試合の末にトレンメア・ローヴァーズF.C.の前で敗れ去った。これは2回戦の初戦でディフェンダーのトーマス・ベンダーが頭部に深刻な外傷を負って退場したことが要因に上がられた。
2014/15シーズンに、ジョン・コールマン監督がチームに帰還。クラブは大きく躍進するきっかけとなった2015/16シーズンを迎えた。
2015/16―現在
当時のスタンリーは債務が重なり運営が逼迫し、解散の危機に瀕していた。不安定な財政状況のため、クラブは要求よりも低い価値でスポンサーシップを結ばれざるを得なかった。
クラブが大きく変わったのは、2015年7月に行われた地元のライバルであるバーンリーF.C.とのプレシーズンマッチに、アンディ・ホルトという地元の実業家が出席したことから始まった。チームはその時4-2で勝利を収めたが、その一方クラブのバーが供給元への支払いが滞り、観客にサービスを提供できていない悲惨な現状をホルトは目の当たりにしたのだった。
2015年10月28日、アクリントン・スタンリーF.C.の理事会は、アンディ・ホルトにクラブの買収を承認することを決定。ホルトは自身の会社ホワット・モア UKをスポンサーとした。3年間で20万ポンドの契約の一環として、スタンリーのホームスタジアムであるクラウン・グラウンドは、ワム・スタジアムとして知られるようになった。この新オーナーはクラブの120万ポンドの債務を清算し、クラブに60万ポンドのさらなる資金を提供する見返りとして、アクリントン・スタンリーF.C.の運営権の75%を獲得した。スタンリーの会長であったピーター・マースデンは会長職にとどまり、5人の新しい人材がクラブの理事会に加わった。
ホルトの最初の2015-16シーズンは、スティヴネイジF.C.と0-0の引き分けたことで4位と惜しくもリーグ1への昇格を逃した。その後、スタンリーはリーグ2のプレーオフ準決勝でAFCウィンブルドンに3-2で敗れて敗退した。（AFCウィンブルドンはプレーオフ決勝でプリマス・アーガイルF.C.を2-0で倒し昇格を果たしている。）シーズン終了後、スタンリーより契約金を高く支払えるクラブに、チームの主力のトム・デイヴィス、ロス・エスリッジ、ジョシュ・ウィンダスなどを引き抜かれた。尚、ウィンダスとクルックスは24歳未満の若手だったことで、スタンリーは移籍金としてレンジャーズF.C.から合計12万ポンドを手にする事ができた。
2016-17シーズンにスタンリーは、スタジアム内の売店を社内運営に変更するなど、施設内でいくつか改善を行った。また、長らくクラブの舵取りとして会長のマースデンが退くことを発表したのもこの年のプレシーズン中のことだった。会長職はホルトがオーナーと兼任する事となった。
スタンリーはこのシーズンを13位で終えた。主力を失ったことで昨シーズンを再現するのには苦労した。FAカップでは4回戦へ進み、ミドルズブラF.C.に1-0の敗北を喫して幕をとじた。
2017-18はクラブにとって最高の年となった。カップ戦では上手くいかなかったものの、2018年4月17日のヨーヴィル・タウンF.C.戦でに2-0と勝利を収めて優勝が確定。念願のリーグ1への昇格を勝ち取った。チーム内得点王のビリー・キーが25得点でリーグでも得点王となり大きく貢献した。クラブは昇格に12シーズンを要した。
リーグ1での最初のシーズンで、スタンリーは安定したパフォーマンスを見せて14位で終えた。
2019/20シーズンでは昨年同様に上々の活躍を見せていたが、COVID-19が世界で拡大した事によりリーグは中断。その結果、ここまで積み上げた勝ち点による順位の確定が行われ、17位と順位を落としたがリーグ1にしっかりととどまった。2020年1月、スタンリーのアイコンであったビリー・キーが引退を表明した。昨シーズンに鬱病と過食症であると診断されていたキーは、クラブに治療することを申し出たことで、双方合意のもと契約が解消、サッカー界から引退することとなった。クラブは彼に敬意を表し、長年貢献してきた29番の引退を発表した。
2020/21では昨年までの順位よりも上位に付けてシーズンを終えた。EFLトロフィーでは3回戦でリンカーン・シティF.C.に敗北している。

## その他
前身チームのアクリントン・スタンリーF.C.とフットボールリーグ創設メンバーのひとつであるアクリントンFCはローカルライバル関係にあった。

## タイトル

### リーグ
- EFLリーグ2：1回

・優勝：2017-18
- カンファレンス・ナショナル：1回

・優勝：2005-06
- ノーザンプレミアリーグ：1回

・優勝：2002-03
- ノーザンプレミアリーグ・ディヴィジョン1：1回

・優勝：1999-00
- ノーザンウェストカウンティズリーグ・ディヴィジョン1：0回

・準優勝：1986-87
- チェシャーカウンティーズリーグ・ディヴィジョン2：1回

・優勝：1980-81
・準優勝：1979-80
- ランカシャーコンビネーション：2回

・優勝：1973-74,1977-78
・準優勝：1971-72,1975-76

### カップ
- ノーザンプレミアリーグ・チャレンジカップ：1回

　  ・優勝：2001-02
- ノーザンプレミアリーグ・チャレンジシールド：1回

　  ・優勝：2002-03
- ランカシャーコンビネーションカップ：4回

　  ・優勝：1971–72, 1972–73, 1973–74, 1976–77
- ランカシャー・コンビネーション・リーグカップ：1回

　  ・優勝：1971–72

### 国際タイトル
- なし

## 過去の成績
| シーズン | ディビジョン     | ディビジョン | ディビジョン | ディビジョン | ディビジョン | ディビジョン | ディビジョン | ディビジョン | ディビジョン | FAカップ      | リーグカップ | 欧州カップ / その他                        | 欧州カップ / その他 | 最多得点者                               | 最多得点者 |
| シーズン | リーグ           | 試           | 勝           | 分           | 敗           | 得           | 失           | 点           | 順位         | FAカップ      | リーグカップ | 欧州カップ / その他                        | 欧州カップ / その他 | 選手                                     | 得点数     |
| -------- | ---------------- | ------------ | ------------ | ------------ | ------------ | ------------ | ------------ | ------------ | ------------ | ------------- | ------------ | ------------------------------------------ | ------------------- | ---------------------------------------- | ---------- |
| 2004-05  | ナショナルリーグ | 42           | 18           | 11           | 13           | 72           | 58           | 65           | 10位         | 予選4回戦敗退 | 3回戦敗退    | フットボールリーグトロフィー               | 2回戦敗退           | Paul Mullin                              | 20         |
| 2005-06  | ナショナルリーグ | 42           | 28           | 7            | 7            | 76           | 45           | 91           | 1位          | 予選4回戦敗退 | 3回戦敗退    | フットボールリーグトロフィー               | 1回戦敗退           | Paul Mullin                              | 14         |
| 2006-07  | リーグ2          | 46           | 13           | 11           | 22           | 70           | 81           | 50           | 20位         | 1回戦敗退     | 2回戦敗退    | フットボールリーグトロフィー               | 準々決勝敗退        | Paul Mullin                              | 13         |
| 2007-08  | リーグ2          | 46           | 16           | 3            | 27           | 49           | 83           | 51           | 17位         | 1回戦敗退     | 1回戦敗退    | フットボールリーグトロフィー               | 1回戦敗退           | Paul Mullin                              | 12         |
| 2008-09  | リーグ2          | 46           | 13           | 11           | 22           | 42           | 59           | 50           | 16位         | 1回戦敗退     | 1回戦敗退    | フットボールリーグトロフィー               | 1回戦敗退           | Jimmy Ryan                               | 10         |
| 2009-10  | リーグ2          | 46           | 18           | 7            | 21           | 62           | 74           | 61           | 15位         | 4回戦敗退     | 2回戦敗退    | フットボールリーグトロフィー               | 準決勝敗退          | Bobby Grant                              | 14         |
| 2010-11  | リーグ2          | 46           | 18           | 19           | 9            | 73           | 55           | 73           | 5位          | 2回戦敗退     | 1回戦敗退    | フットボールリーグトロフィープレーオフ2010 | 1回戦敗退準決勝敗退 | Phil EdwardsSean McConvilleTerry Gornell | 13         |
| 2011-12  | リーグ2          | 46           | 14           | 15           | 17           | 54           | 66           | 57           | 14位         | 1回戦敗退     | 1回戦敗退    | フットボールリーグトロフィー               | 2回戦敗退           | Pádraig Amond                            | 7          |
| 2012-13  | リーグ2          | 46           | 14           | 12           | 20           | 51           | 38           | 54           | 18位         | 2回戦敗退     | 1回戦敗退    | フットボールリーグトロフィー               | 1回戦敗退           | Romuald Boco                             | 10         |
| 2013-14  | リーグ2          | 46           | 14           | 15           | 17           | 54           | 56           | 57           | 15位         | 1回戦敗退     | 2回戦敗退    | フットボールリーグトロフィー               | 1回戦敗退           | Kal Naismith                             | 10         |
| 2014-15  | リーグ2          | 46           | 15           | 11           | 20           | 58           | 77           | 56           | 17位         | 2回戦敗退     | 1回戦敗退    | フットボールリーグトロフィー               | 1回戦敗退           | Piero Mingoia                            | 8          |
| 2015-16  | リーグ2          | 46           | 24           | 13           | 9            | 74           | 48           | 85           | 4位          | 2回戦敗退     | 1回戦敗退    | フットボールリーグトロフィープレーオフ2016 | 1回戦敗退準決勝敗退 | ビリー・キー                             | 17         |
| 2016-17  | リーグ2          | 46           | 17           | 14           | 15           | 59           | 56           | 65           | 13位         | 4回戦敗退     | 3回戦敗退    | EFLトロフィー                              | GS敗退              | ビリー・キー                             | 13         |
| 2017-18  | リーグ2          | 46           | 29           | 6            | 11           | 76           | 46           | 93           | 1位          | 1回戦敗退     | 2回戦敗退    | EFLトロフィー                              | 2回戦敗退           | ビリー・キー                             | 25         |
| 2018-19  | リーグ1          | 46           | 14           | 13           | 19           | 51           | 67           | 55           | 14位         | 4回戦敗退     | 1回戦敗退    | EFLトロフィー                              | 3回戦敗退           | シーン・マコンビル                       | 16         |
| 2019-20  | リーグ1          | 35           | 10           | 10           | 15           | 47           | 53           | 40           | 17位         | 1回戦敗退     | 1回戦敗退    | EFLトロフィー                              | 準々決勝敗退        | コルビー・ビショップ                     | 10         |
| 2020-21  | リーグ1          | 46           | 18           | 13           | 15           | 63           | 68           | 67           | 11位         | 1回戦敗退     | 1回戦敗退    | EFLトロフィー                              | 3回戦敗退           | ディオン・チャールズ                     | 19         |
| 2021-22  | リーグ1          | 46           | 17           | 10           | 19           | 61           | 80           | 61           | 12位         | 1回戦敗退     | 2回戦敗退    | EFLトロフィー                              | 2回戦敗退           |                                          |            |
| 2022-23  | リーグ1          | 46           |              |              |              |              |              |              | 位           |               |              | EFLトロフィー                              |                     |                                          |            |